# إدواردو سوريانو
إدواردو سوريانو (بالإسبانية: Eduardo Soriano) هو لاعب كرة مضرب أرجنتيني، ولد في 24 أبريل 1924.

## وصلات خارجية
- إدواردو سوريانو على موقع رابطة محترفي التنس (الإنجليزية)
- إدواردو سوريانو على موقع الاتحاد الدولي لكرة المضرب (الإنجليزية)
- إدواردو سوريانو على موقع كأس ديفيز (الإنجليزية)
- إدواردو سوريانو على موقع خلاصة التنس.كوم (الإنجليزية)